# Matalcalcinta
Matalcalcinta är en ort i Mexiko.   Den ligger i kommunen Catemaco och delstaten Veracruz, i den sydöstra delen av landet, 400 km öster om huvudstaden Mexico City. Matalcalcinta ligger 348 meter över havet och antalet invånare är 134. Den ligger vid sjön Laguna Catemaco.
Terrängen runt Matalcalcinta är kuperad åt nordväst, men åt sydost är den platt. Terrängen runt Matalcalcinta sluttar söderut. Runt Matalcalcinta är det ganska tätbefolkat, med 83 invånare per kvadratkilometer. Närmaste större samhälle är Catemaco, 2,0 km öster om Matalcalcinta. 